# خفة

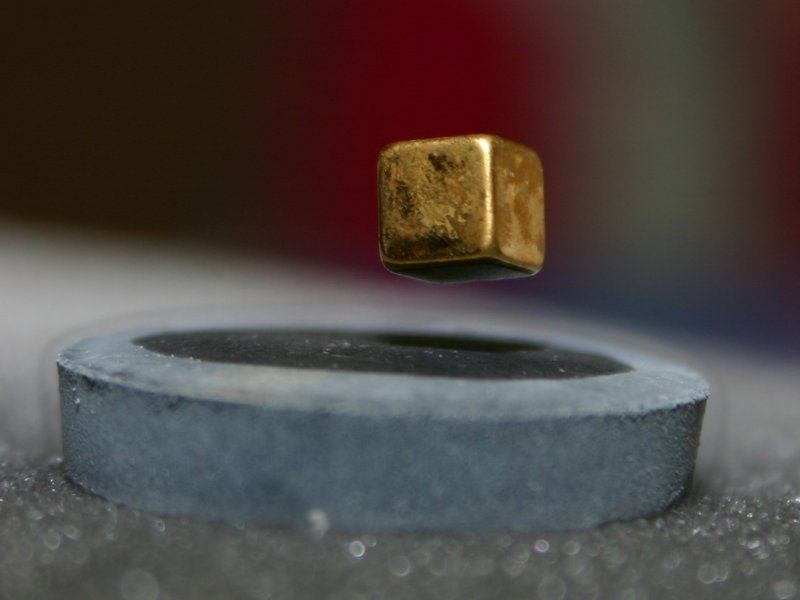
قطعة مغناطيس تطفو فوق مادة شبه موصل (ويعرف هذا بتأثير ميسنر)

الخفة (من اللاتينية levitas «خفة») هي عملية تطفو بواسطتها الأجسام بقوة فيزيائية ضد الجاذبية في وضعية ثابتة دونما اتصال فيزيائي عادة. طورت تقنيات عديدة لجعل المواد تطفو في الجو، بما فيها طرق الخفة أو السباحة الديناميكية الهوائية، المغناطيسية، الصوتية، الكهرومغنطيسية، الكهروستاتيكية، الطبقة الغازية، والضوئية.

## الفيزياء
من أجل الطفو فوق سطح الأرض، بداية، يجب أن تكون هناك قوة موجهة عموديا ومساوية لقوة الجذب الأرضي، وثانياً، ينبغي أن تكون هناك قوة أخرى قادرة على إبقاء الجسم مستقراً عند حدوث أي تغير أو إزاحة طفيفة في الجسم المعلق.
لتقنيات الخفة أهمية كبرى في الأبحاث الفيزيائية فمثلاً يمكن دراسة الأجسام المذابة عند درجات حرارة عالية وهي طافية بسهولة.

## طرق الخفة أو الطفو

### الطفو المغناطيسي

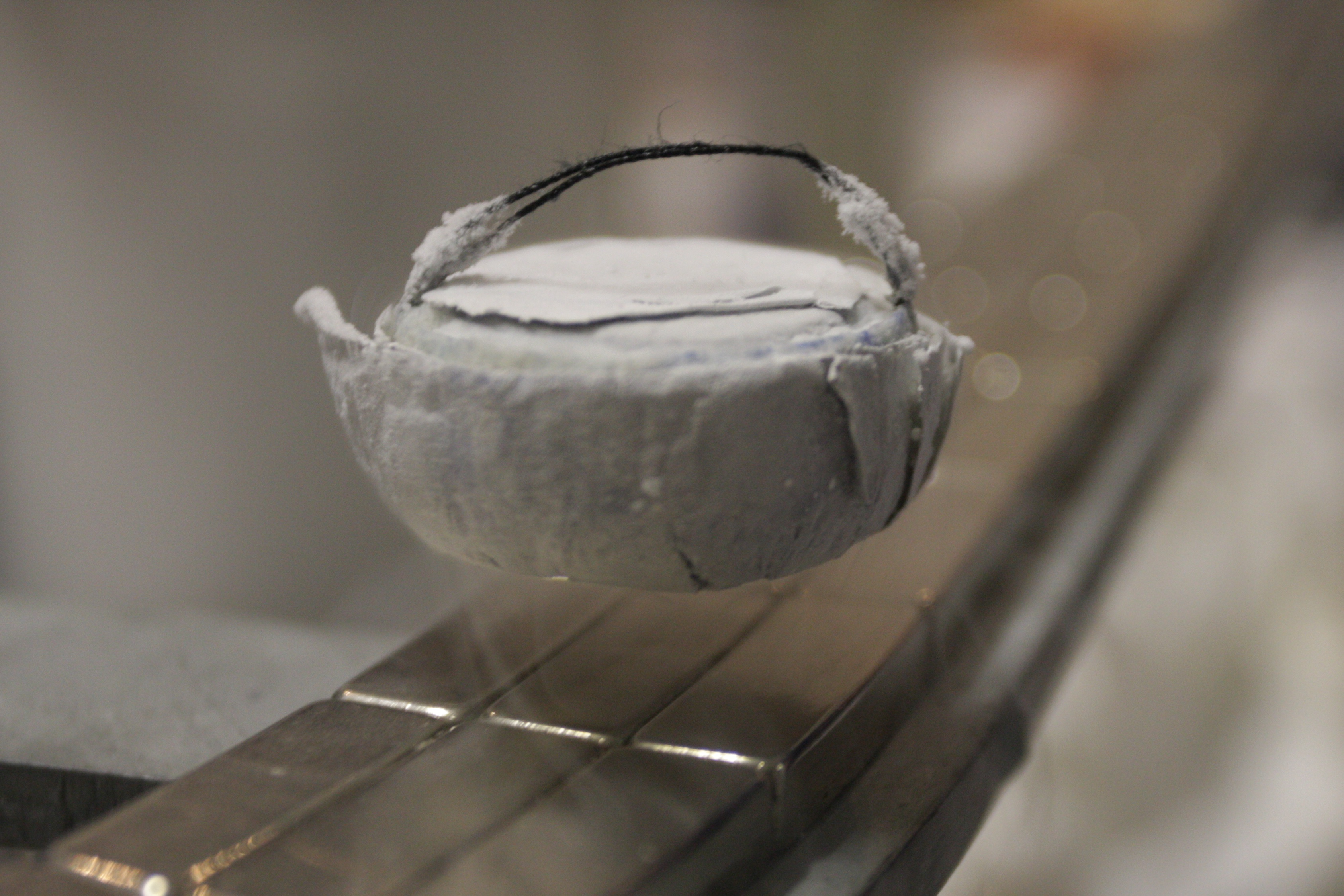
شبه موصل عند درجة حرارة مرتفعة يطفو فوق مغناطيس

مع أنه بإمكان أي قوة كهرومغناطيسية التغلب على قوى الجاذبية، يعد الطفو المغناطيسي أكثر الأنواع شيوعاً, تستعمل لهذا الغرض عادة مواد دايامغناطيسية كما هو الحال في رفع أشباه الموصلات. بوجود مجال مغناطيسي قوي أصبح بالإمكان حتى رفع حيوانات صغيرة في الجو.

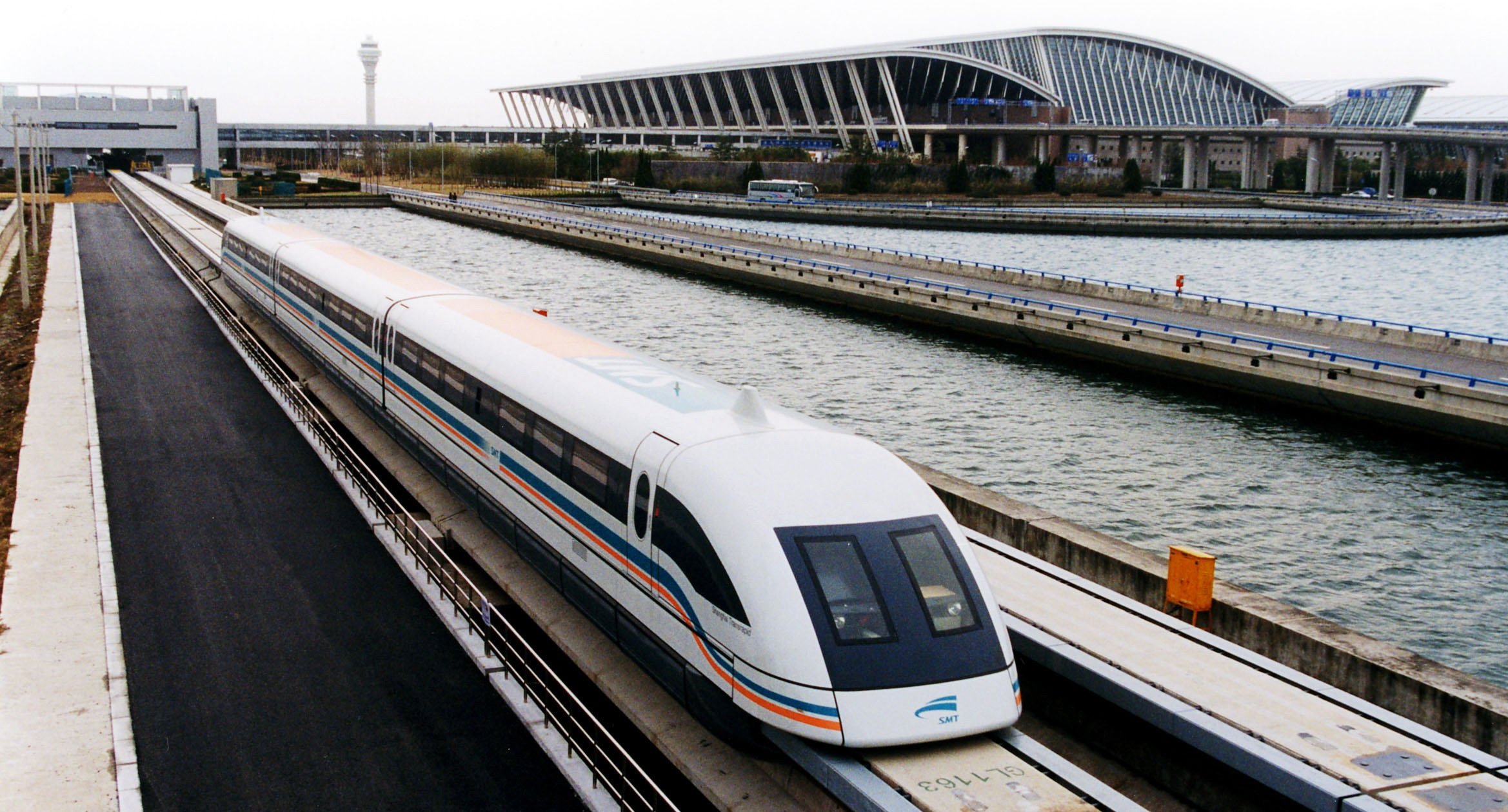
قطار مغناطيسي يتحرك بمبدأ الطفو فوق السكة.

يعد القطار المغناطيسي (الماغلاف) تطبيق مباشر آخر لهذه الظاهرة حيث تستعمل مغانط عديدة وقوية لرفع القطار بما يكفي لإلغاء تأثير الاحتكاك الناشئ عن التلامس بين الأسطح.

### طفو كهروستاتيكي
تستغل قوة المجال الكهربائي للتغلب على قوى الجاذبية.

### طفو كهروديناميكي
بواسطة اندفاع غاز كالهواء أو البخار يمكن دفع الأجسام لأعلى.

### طفو صوتي
يفاد من قوة الموجات الصوتية في وسط ناقل في توفير قوة مضادة للجاذبية.

### طفو بصري
يتم التغلب على قوى الجاذبية هنا بواسطة تركيز كمية تحرك الفوتونات المشكلة للضوء.

### قوة كازمير
اكتشف العلماء طريقة أخرى لرفع الأجسام-غاية في الصغر وذلك بتسليط ما يعرف قوة كازيمير، والتي تجبر الأجسام على التلاصق ببعضها بسبب قوى تنبأت بها نظرية الحقل الكمي. بالرغم من ذلك فإن هذا ممكن فقط مع الأجسام الميكروية.

## طفو حيوانات

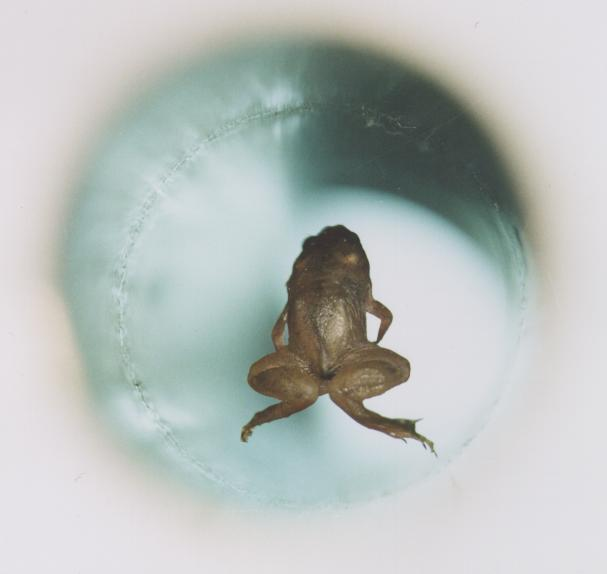
ضفدعة حية طافية بفضل قوى دايامغناطيسية.

استطاع العلماء رفع بعض الحيوانات مثل الضفادع، , الجنادب، والفيران. وجدت صعوبة مع الفئران بداية لتخبطها ثم أمكن طفوها بعد ساعات قليلة.

## للقراء أكثر
- Schiller, Christoph (2007). Motion Mountain: The Free Physics Textbook. مؤرشف من الأصل في 2019-05-15. esp. the section on levitation in the chapter on كهرومغناطيسية.
- Charles P. Strehlow,  M. C. Sullivan (2008). A Classroom Demonstration of Levitation... مؤرشف من الأصل في 2018-02-08..
- Public Response to frog levitation.